# Bernhard Krackau
Bernhard Krackau (* 17. Juni 1703 in Flögeln; † 18. Juli 1753 in Sottrum) war ein deutscher evangelisch-lutherischer Geistlicher.

## Leben
Bernhard Krackau wurde im Haus seines Onkels, des damaligen Predigers in Flögeln Martin Matthaei, geboren. Nach seiner Schulbildung in Oldenburg und Stade studierte er ab 1720 an der Universität Rostock. Als sein Vater im Jahr 1726 starb, übernahm Krackau dessen Stelle als Pastor in Bevern und wurde am 21. Januar 1727 in sein Amt eingeführt. Am 1. März 1735 wurde er Pastor in Sottrum und verwaltete dieses Amt bis zu seinem Tod im Jahr 1753.

## Familie
Krackau war der Sohn des Pastors in Büttel, später Bevern, Gottfried Krackau († 1726). Seine Mutter Christina Lucia von Freuden war eine Tochter von Christoph von Freuden und Anna Maria Havemann, einer Enkelin des Generalsuperintendenten Michael Havemanns.

## Schriften
- Leichenpredigt auf den Pastor und Probst Parpard zu Otterstädt. Stade 1741.
- Leichenpredigt auf Sophia Katharina von Linstow, geb. Kellers. Stade 1748.
- Leichenpredigt auf Gerhard Bartholdi, Pastor zu Willstädt. Bremen 1749.